# Ш
Ш, ш は、キリル文字のひとつ。対応するグラゴル文字はヘブライ文字のשに由来する（シァー）であり、この文字を由来とする。

## 呼称
- ロシア語：シァー
- ウクライナ語：シァー
- ブルガリア語：シュ
- キルギス語：シァー

## 音素
原則として /ʃ/ を表す。ロシア語では無声そり舌摩擦音で発音される。

## アルファベット上の位置
ロシア語の第26字母、ベラルーシ語の第27字母、ウクライナ語の第29字母、ブルガリア語の第25字母である。また、マケドニア語の第31字母、セルビア語の第30字母で、それらの最後の字母である。

## Шの意味

### 学術的な記号・単位
- 代数幾何学の分野において、Tate-Shafarevich群（英語版）をあらわすのに大文字が用いられる。
- くし型関数をあらわすのに大文字が用いられることもある。

## 符号位置
| 大文字 | Unicode | JIS X 0213 | 文字参照        | 小文字 | Unicode | JIS X 0213 | 文字参照        | 備考 |
| ------ | ------- | ---------- | --------------- | ------ | ------- | ---------- | --------------- | ---- |
| Ш      | U+0428  | 1-7-26     | &#x428; &#1064; | ш      | U+0448  | 1-7-74     | &#x448; &#1096; |      |